# Claudio Canzian
Claudio Canzian (Zoppola, 21 novembre 1964) è un ex calciatore italiano, di ruolo centrocampista.

## Carriera
Cresciuto prima nello Zoppola e poi nel Visinale, con cui debuttò in Seconda Categoria, società del territorio pordenonese, viene acquistato nell'estate del 1982 dal Pordenone Calcio, originariamente per innestarlo nella formazione giovanile del Campionato nazionale Dante Berretti; gli infortuni di Sergio Vriz, Sambugaro e Semenzato lo proiettano direttamente in prima squadra. Nella stagione 1983-1984, dopo una stagione esplosiva con 29 presenze e 2 gol, viene girato in prestito al Treviso Foot Ball Club 1993, con cui racimola solo 6 presenze a causa della pubalgia. Rientra a Pordenone, fortemente voluto dal tecnico Beniamino Cancian, di cui diventa un perno a centrocampo nelle successive tre stagioni. Nel 1986 segue Beniamino Cancian a Nocera Inferiore. Ha successivamente giocato quattro stagioni a Mantova, poi ha giocato in Serie B con Venezia Football Club e Ternana Calcio; in quest'ultima parentesi diventerà uno dei calciatori più amati delle Fere, restando a Terni anche nella stagione in serie D (ultima del suo quadriennio). Ha poi chiuso la carriera al Pordenone Calcio in Eccellenza (calcio) e nel Campionato Nazionale Dilettanti, indossando la fascia da capitano. Nel 1998-1999 si accasa all'Associazione Sportiva Dilettantistica Sanvitese, sempre in serie D, e successivamente al Fontanafredda e al Valvasone, nelle categorie dilettantistiche pordenonesi. 
In seguito è entrato nella compagine dirigenziale del Pordenone Calcio dopo la fine dell'era Setten, portato in società dal suo collega di lavoro ed ex neroverde Giampaolo Zanotel, che ne diviene Amministratore Delegato; in questa veste è stato in carica come responsabile dell'area tecnica fino al settembre 2011, provvedendo anche a ricostruire il settore giovanile dei Ramarri. Rientra successivamente nella compagine dei Ramarri fino alla stagione 2015/2016. 
Nel 2016 viene designato Vice Presidente della Lega Nazionale dilettanti del Friuli-Venezia Giulia; nel 2021 ne diverrà Vice Presidente vicario.

## Palmarès

### Club

#### Competizioni nazionali
- Serie C2: 1

Mantova: 1987-1988
- Serie C1: 1

Ternana: 1991-1992

#### Competizioni regionali
- Promozione: 1

Pordenone: 1994-1995